# Alex Wood
Robert Alexander Wood (Charlotte, 12 gennaio 1991) è un giocatore di baseball statunitense, lanciatore per i San Francisco Giants della Major League Baseball (MLB).

## Carriera

### Atlanta Braves
Gli Atlanta Braves scelsero Wood nel secondo giro del draft 2012. Debuttò nella MLB il 30 maggio 2013, contro i Toronto Blue Jays. Quella sera lanciò nel nono inning contro i Toronto Blue Jays. La prima gara come partente fu l'8 giugno 2013, dove concesse un punto, subendo la prima sconfitta. Nel mese di agosto ebbe la terza minore media PGL della lega e la migliore per un rookie della MLB dal 1955. Nel 2014, Wood ebbe un record di 11-11, con una media PGL di 2.78 e 170 strikeout.

### Los Angeles Dodgers
Il 30 luglio 2015, i Los Angeles Dodgers acquisirono Wood in uno scambio a tre squadre. Si unì alla rotazione dei partenti e in 12 gare ebbe un bilancio di 5–6, con 4.35 di media PGL.
Wood iniziò la stagione 2016 nella rotazione dei partenti dei Dodgers ma nei primi due mesi ebbe un record di 1–4 in 10 gare con 3.99 di media PGL. A giugno subì un infortunio a un gomito che lo tenne fuori squadra fino al 20 settembre. A fine anno, Wood firmò un rinnovo annuale da 2,8 milioni di dollari per rimanere coi Dodgers nel 2017.
Dopo avere iniziato la stagione 2017 nel bullpen, Wood tornò tra i partenti dopo l'infortunio di Rich Hill. A fine maggio fu premiato come lanciatore della National League del mese, dopo un record di 5-0, 1.27 di media PGL e 41 strikeout in quel periodo. Il 5 luglio, Wood divenne il primo lanciatore dei Dodgers a iniziare una stagione con un record di 10–0 da Don Newcombe nel 1955. Il 7 luglio fu convocato per il primo All-Star Game della carriera al posto dell'infortunato compagno di squadra Clayton Kershaw. I Dodgers giunsero fino al World Series 2017 dove furono sconfitti dagli Houston Astros per quattro gare a tre.

### Cincinnati Reds
Il 21 dicembre 2018, i Dodgers scambiarono Wood, assieme a Matt Kemp, Yasiel Puig, Kyle Farmer e una somma in denaro, con i Cincinnati Reds in cambio di Homer Bailey, Jeter Downs e Josiah Gray. Divenne free agent al termine della stagione 2019.

### Ritorno ai L.A. Dodgers
Il 12 gennaio 2020, Wood ritornò con i Dodgers, firmando un contratto di un anno del valore di 4 milioni di dollari.

### San Francisco Giants
Il 14 gennaio 2021, Wood firmò un contratto di un anno del valore di 3 milioni di dollari con i San Francisco Giants. Divenuto free agent a fine stagione, il 1º dicembre 2021, Wood rinnovò con i Giants un contratto biennale dal valore complessivo di 25 milioni di dollari.

## Palmarès

### Club
- World Series: 1

Los Angeles Dodgers: 2020

### Individuale
- MLB All-Star: 1

2017
- Lanciatore del mese della National League: 1

maggio 2017
- Giocatore della settimana della NL: 1

14 maggio 2017